# Pichilemu
Pichilemu (del mapudungun: pichilemu ‘bosque pequeño’) es una ciudad y comuna de la zona central de Chile, en la región de O'Higgins. Es la capital de la provincia Cardenal Caro.
Integra junto con las comunas de Placilla, Nancagua, Chépica, Santa Cruz, Pumanque, Palmilla, Peralillo, Navidad, Lolol, Litueche, La Estrella, Marchigüe y Paredones el distrito electoral N.° 16 y pertenece a la 8.ª circunscripción senatorial (O'Higgins).
La playa de Pichilemu es una zona de práctica de surf, específicamente el sector de Punta de Lobos, donde por sus break points se han desarrollado campeonatos con participación y relevancia internacional que han provocado que Pichilemu sea conocida como la «capital chilena del surf».

## Historia
Francisco Astaburoaga en 1899 en su Diccionario Geográfico de la República de Chile : 550  escribió sobre el lugar:

Pichilemo (Puerto de).- Está situado en la costa del departamento de San Fernando por los 34° 23' Lat. y 71° 59' Lon. y distante 18 kilómetros hacia el N. de la laguna de Cáhuil y al O. del fundo de Petrel. Es de buen fondeadero abrigado para corto número de buques; tiene un regular muelle, construido en 1887, bodegas para depósito de cereales y frutos de los que en abundancia se producen en las vecinas comarcas y un corto caserío con oficina de correo, &c., y es también asiento de municipio, que comprende el territorio de las subdelegaciones de Peña Blanca, Cáhuil y Cocauquén. Junto al puerto se forma una laguna salada y pintoresca con la denominación de laguna de Petrel, nombre que antes llevaba el mismo puerto. En éste se hizo notar el 25 de marzo de 1887 la entrada y anclaje de un primer vapor mercante. Hay en obra una línea férrea, que inició el Presidente Balmaceda, y que se extenderá á unos 85 kilómetros desde la estación de Palmilla hasta él, pasando por Halcones y otros fundos productivos del interior.

El geógrafo Luis Risopatrón lo describe como una ‘aldea’ en su libro Diccionario Jeográfico de Chile en el año 1924: : 665 

Pichilemu (Aldea). 34° 24' 72° 00'. Cuenta con servicio de correos, telégrafos, aduana, rejistro civil, con un hotel de primer orden i varios otros de menor importancia, para dar albergue i comodidad a los viajeros que la visitan en la temporada de verano, en busca de baños de mar; se encuentra asentada en la costa S de la rada del mismo nombre.

## Medio ambiente

### Geomorfología y componentes abióticos

Trazado simplificado de los ecosistemas y cuerpos de agua presentes en la comuna de Pichilemu.

La comuna de Pichilemu se encuentra emplazada en las unidades geomorfológicas de Llanos de sedimentación fluvial o aluvional, Planicie marina o fluviomarina, Cordillera de la costa y Farellón costero; y presenta según la clasificación climática de Köppen clima mediterráneo de lluvia invernal (Csb) y clima mediterráneo de lluvia invernal e influencia costera (Csb (i)). Esta además se halla entre las cuencas hidrográficas de Costeras del río Rapel y Estero Nilahue y río Rapel. Además, la comuna posee diversos cuerpos de agua, entre los que se destacan la laguna Bajel, laguna de Cahuil, laguna El Ancho, laguna El Barro, laguna El Perro, laguna Los Lobos y laguna Petrel.

### Componentes bióticos
Dentro del territorio de la comuna se pueden hallar los siguientes ecosistemas:
- Bosque esclerófilo mediterráneo costero donde predominan Lithrea caustica y Azara integrifolia (En peligro crítico)
- Bosque espinoso mediterráneo costero donde predominan Acacia caven y Maytenus boaria (Vulnerable)

### Medidas de protección ambiental y conflictos socioambientales
Hasta 2022, la comuna de Pichilemu cuenta con las siguientes zonas que poseen algún nivel de protección ambiental:
- Cahuil (Sitios ERB)[15]
- El Perro (Iniciativa de Conservación Privada)[16]
- Humedal Petrel (Humedal urbano)[17]
- Navidad Tanumé (Sitios ERB)[18]
- San Miguel de las Palmas (Sitios ERB)[19]

Las condiciones climáticas de la comuna facilitan el desarrollo del bosque esclerófilo laurifoliado donde se destacan especies como litres, quillayes, boldos, espinos y peumos.

## Demografía
La comuna de Pichilemu tiene una superficie de 749,1 km² y una población de 12 392 habitantes según el censo de 2002, correspondiente a un 1,59% de la población total de la región y una densidad de 16,54 hab/km². Del total de la población, el 23,67% (2933 habitantes) corresponde a población rural y un 76,33% (9459 habitantes) corresponde a población urbana.
El área urbana de la comuna comprendía en el censo de 2002 la ciudad de Pichilemu con una población de 9027 habitantes y el pueblo de Cáhuil con 633 habitantes, considerado un centro turístico.

### Localidades
Cáhuil
Cáhuil es un pequeño caserío chileno localizado a 15 km al sur de Pichilemu, en la desembocadura del estero Nilahue. Su nombre en mapudungun significa "lugar de gaviotas" (Chroicocephalus maculipennis), aves comunes de la zona. La principal característica de este lugar es la producción artesanal de sal de costa, la que data de épocas prehispánicas, así como la producción de ostras y choros zapato (mejillones). La laguna de Cáhuil, rodeada de un vasto humedal, es un lugar apto para la pesca, la natación y paseos en bote.

## Administración

### Municipalidad

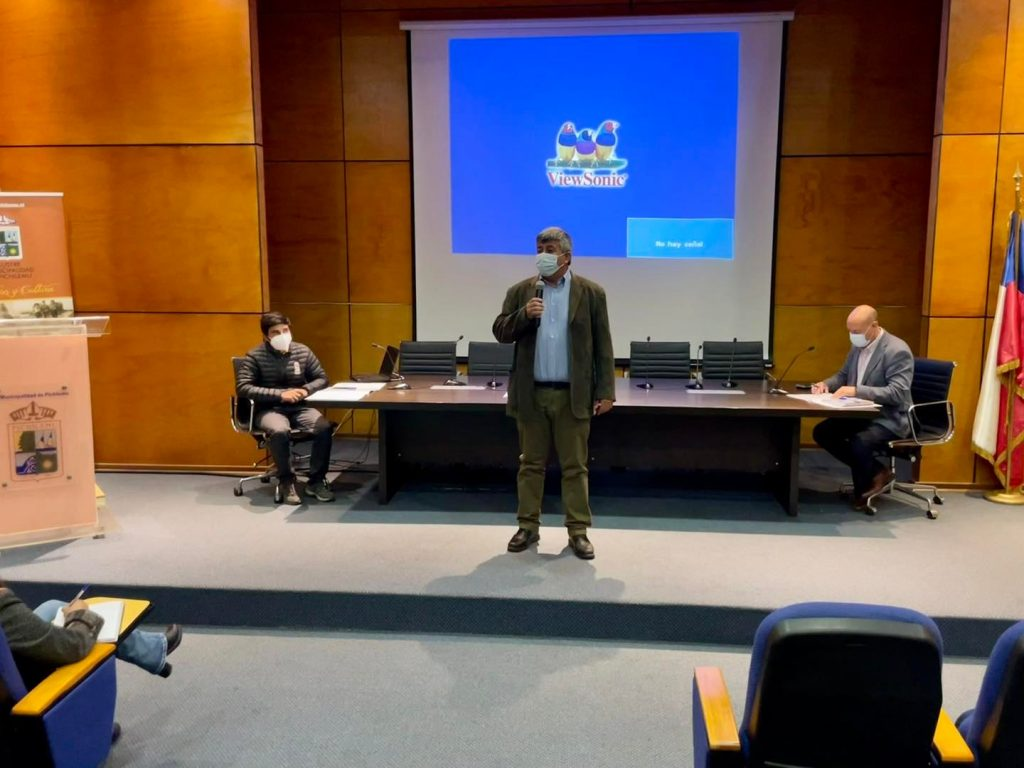
El delegado presidencial provincial de Cardenal Caro Carlos Cisterna Pávez (al centro) participa en una sesión del Consejo de Seguridad Pública de Pichilemu, presidido por el alcalde Cristián Pozo Parraguez (sentado a la derecha), en 2022.

La Ilustre Municipalidad de Pichilemu es dirigida por el alcalde Cristián Pozo Parraguez (Ind.), el cual es asesorado por los concejales:
- Tobías Acuña Csillag (Ind./UDI)
- Danilo Robles Cáceres (Ind./UxD)
- Mario Morales Cárceles (Ind./PCCh)
- Sofía Yávar Ramírez (RN)
- José Cabrera Jorquera (Ind./PS)
- Héctor Cornejo Galarce (Ind./UDI)

Tanto el alcalde como los concejales asumieron sus funciones el 28 de junio de 2021 y su período finaliza el 6 de diciembre de 2024. Hasta abril de 2023 ejerció como concejal Hugo Toro Galaz (UDI), quien falleció en esa fecha y fue reemplazado en el concejo por Héctor Cornejo Galarce.

### Representación parlamentaria
Pichilemu pertenece al distrito electoral n.º 16 y a la 8.ª circunscripción senatorial (O'Higgins). Es representada en la Cámara de Diputados del Congreso Nacional por los diputados Alejandra Sepúlveda Orbenes (FREVS), Cosme Mellado Pino (PRSD), Ramón Barros Montero y Virginia Troncoso Hellman (UDI). A su vez, es representada en el Senado por los senadores Juan Pablo Letelier Morel (PS) y Alejandro García-Huidobro Sanfuentes (UDI).

## Lugares de interés

### Centro cultural y parque Ross

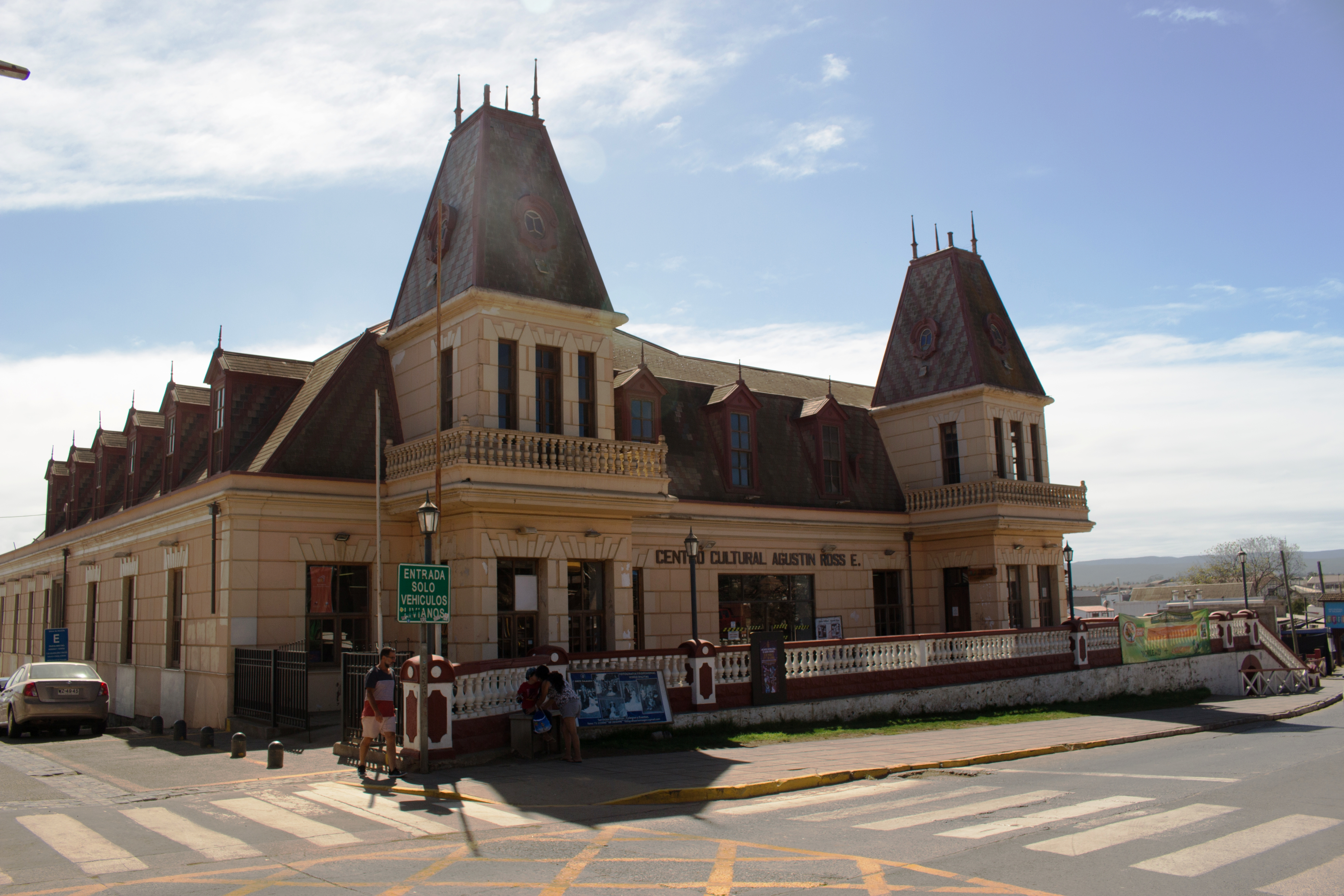
Vista del Casino Ross.

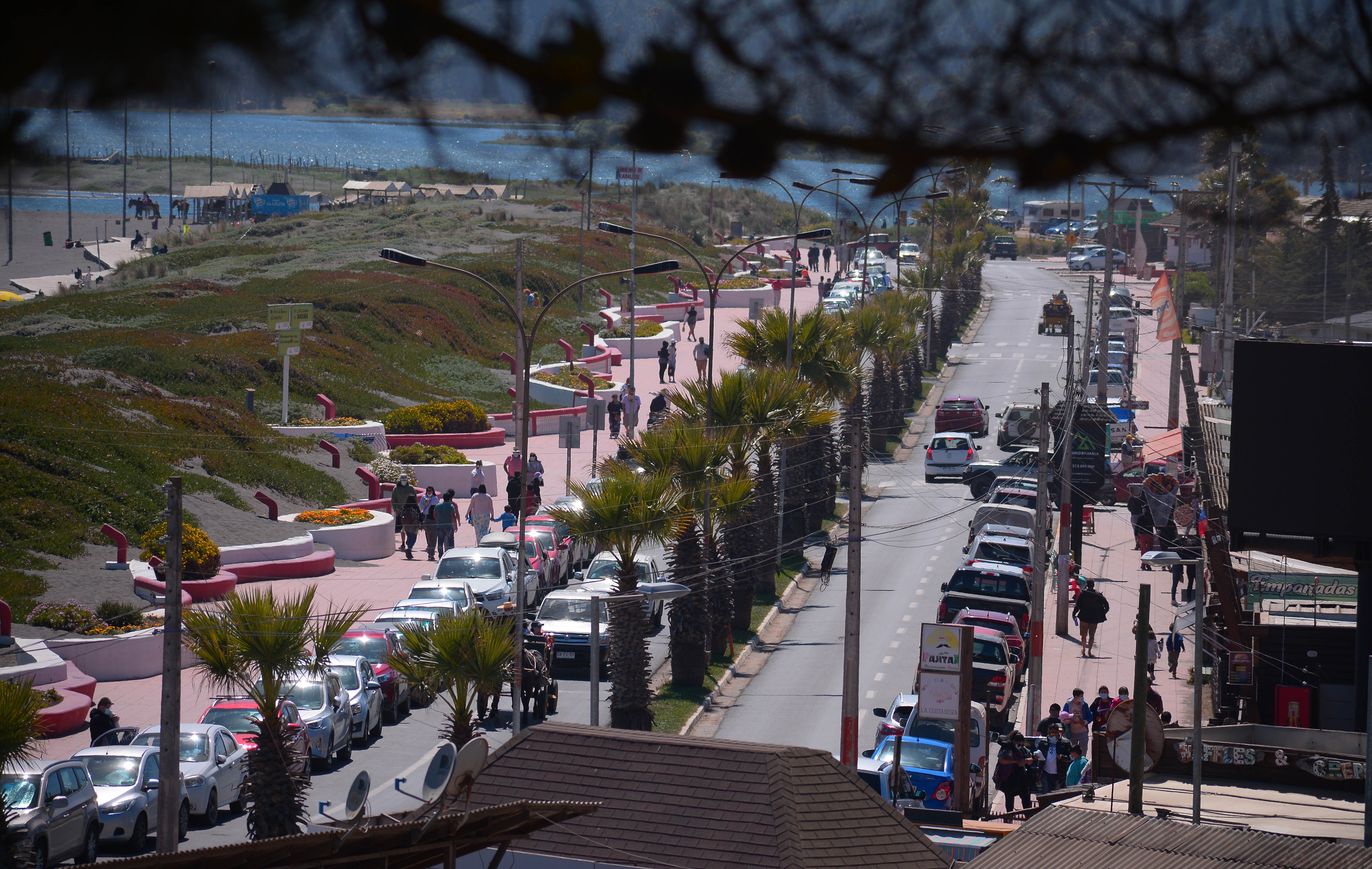
Vista de la avenida Costanera

El Parque Ross fue creado por Agustín Ross Edwards en 1885 y remodelado en diciembre de 1987, al cumplirse el 96.º aniversario de la comuna. Cuenta con amplios prados, piletas con juegos de luces, escalinatas con balaustradas que llevan a la playa principal. Entre su vegetación se destacan sus centenarias palmeras. Su reciente restauración lo ha convertido en atractivo paseo.
El edificio del Centro Cultural Agustín Ross, al costado del parque, es una construcción de tres pisos en la cual se utilizaron materiales traídos del extranjero. La obra iniciada en 1906, es terminada tres años más tarde con la instalación del Servicio de Correos y Telégrafos y un almacén. El inmueble es en gran parte imitación en miniatura del Torreón de caza(1634), del Palacio de Versalles en París. Este edificio se caracteriza por la pronunciada pendiente de la techumbre del importante piso mansarda, que cubre toda la superficie del edificio a manera de elemento unificador. La elevación principal se distingue por su simetría resaltando dos torreones idénticos. Un salón de juegos funcionó en el edificio, conociéndosele informalmente como casino. En marzo de 2009, el recinto fue habilitado como un centro cultural, albergando a la biblioteca pública local y la galería de arte Agustín Ross Edwards.
Tanto el parque como el ahora centro cultural fueron declarados Monumentos Nacionales en 1988.

### Bosque municipal
En medio del pueblo de Pichilemu, frente al Casino Ross, se encuentra el Bosque municipal. Cuenta con un sendero rodeado de antiguas palmeras, pinos y eucaliptos, entre otros árboles, que conforman un área de 6 ha aproximadamente. Es un excelente paseo familiar. En su interior existen dos canchas de tenis con cubierta de arcilla, y comúnmente en verano se asientan en los terrenos del bosque circos y carruseles.

### Playas

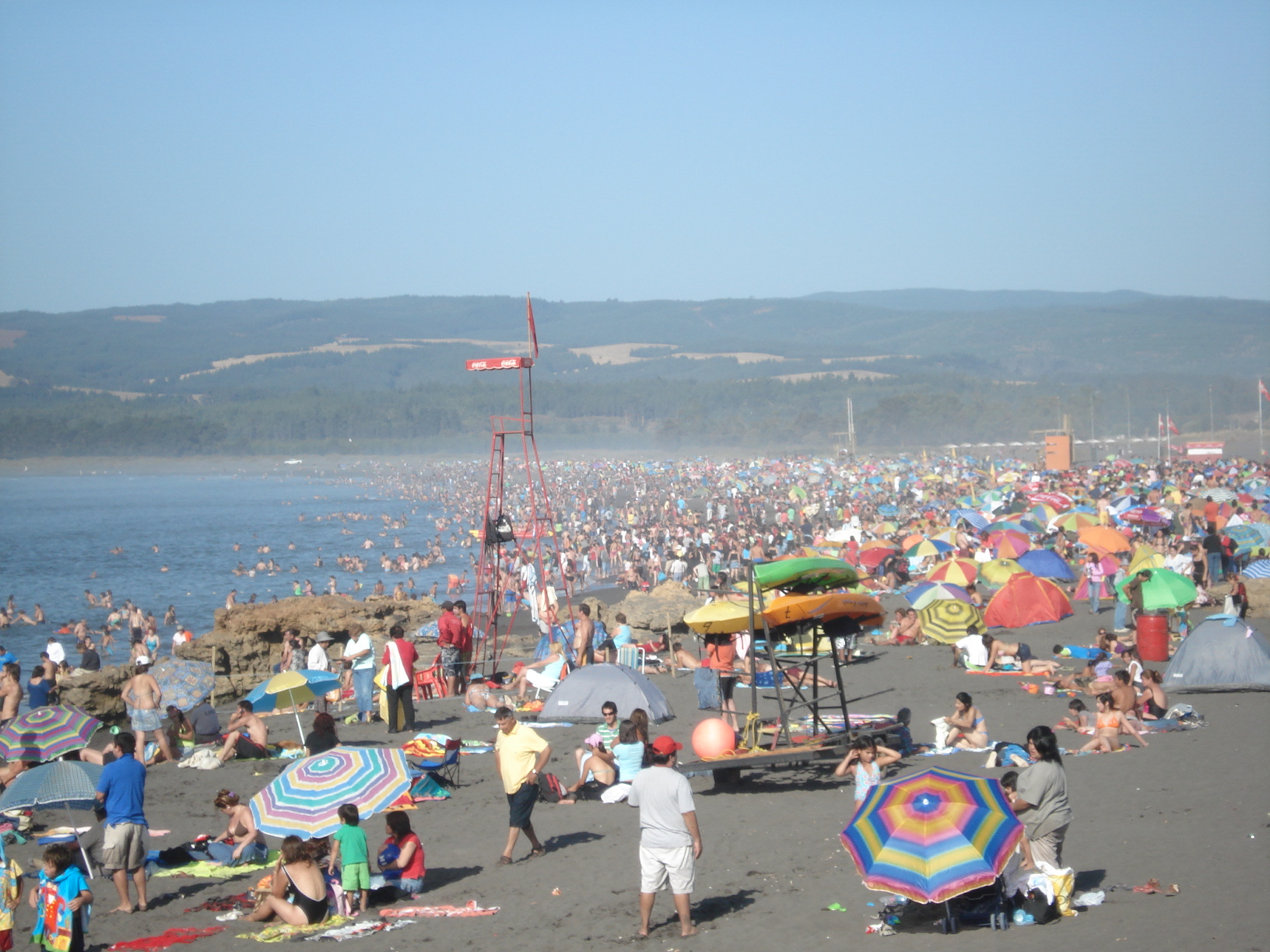
Playa Principal de Pichilemu durante el verano de 2008

Pichilemu es un balneario con playas aptas para el baño y de atractivas condiciones para realizar deportes náuticos, como el bodyboard, surf, velerismo, etc. Son cuatro las principales playas de la comuna:
- Playa Principal o Terrazas: es la más cercana al centro del pueblo, ubicada frente al parque Ross; cuenta con baños. Es apta para el baño solo en la temporada estival, además presenta excelentes condiciones para practicar surf (sector La Puntilla). Su acceso principal es por unas amplias escalinatas con balaustradas, que descienden del parque Ross.
- Infiernillo: ubicada al extremo sur del pueblo, su principal característica la representan las formaciones rocosas en donde el oleaje rompe y sus fuertes corrientes, constituyéndose en la atracción del lugar (No es apta para el baño, en ninguna época del año).
- Playa Hermosa: esta extensa playa ubicada entre el sector de Infiernillo (sector Rapanui) y Punta de Lobos, no es apta para el baño, por sus corrientes y fuerte oleaje (no apta para el baño, en ninguna época del año).
- Punta de Lobos: playa ubicada a 6 km al sur de Pichilemu. Su principal característica la constituye el acantilado de un promedio de 25 m de altura y sus singulares roqueríos que son frecuentados por lobos marinos. La extensión de su playa y su ubicación la hacen apta para el baño (solo temporada estival), la pesca de orilla, además donde por su oleaje, se practica el surf y windsurf.

## Medios de comunicación

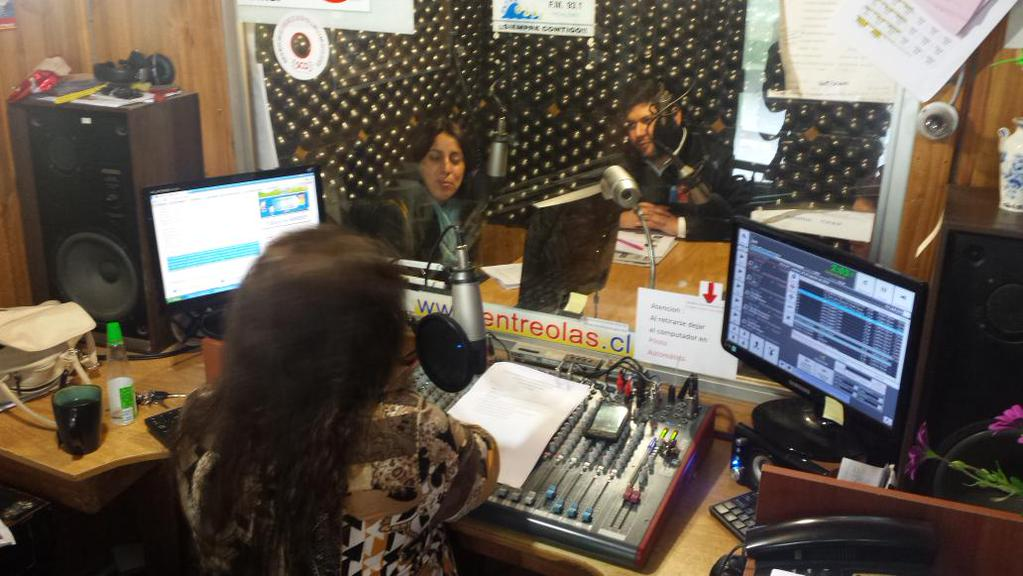
La subsecretaria del deporte Nicole Sáez siendo entrevistada en Radio Entreolas, en agosto de 2015.

### Radioemisoras
FM
- 88.9 MHz - Movidita FM
- 92.3 MHz - Radio Entreolas Plus
- 93.1 MHz - Radio Entreolas (Inicio de transmisiones 1999)
- 93.9 MHz - Lobos FM
- 95.9 MHz - Radio Isla (Inicio de transmisiones 10 de abril de 2006)
- 97.7 MHz - Radio Corporación (Inicio de transmisiones 2010)
- 98.3 MHz - SurfBeats Radio
- 103.7 MHz - Radio Atardecer (inicio de transmisiones en 1987)
- 106.7 MHz - Radio Somos Pichilemu (inicio de transmisiones en julio de 2007)

### Televisión
TDT
- 50.1 - Pichilemu TV

Cable
- 6 - Pichilemu TV (VTR)
- 35 - Canal 3 Pichilemu (Cable Costa Azul)
- 785 - Pichilemu TV (Mundo)

### Periódicos
- La Voz de la Región (quincenal)

### Prensa digital
Actualmente la comuna posee tres periódicos digitales El Marino, El Expreso de la Costa y pichilemunews, los dos últimos anteriormente impresos.

## Deportes

### Fútbol
La comuna de Pichilemu ha tenido a un club participando en los Campeonatos Nacionales de Fútbol en Chile.
- Cardenal Caro (Cuarta División 1999).

### Surf
Pichilemu fue sub sede de los Juegos Panamericanos de 2023